# Stenasellus messanai
Stenasellus messanai là một loài chân đều trong họ Stenasellidae. Loài này được Magnez & Stock miêu tả khoa học năm 2000.